# Municipio de Canaan (condado de Wayne)
El municipio de Canaan (en inglés: Canaan Township) es un municipio ubicado en el condado de Wayne en el estado estadounidense de Ohio. En el año 2010 tenía una población de 4875 habitantes y una densidad poblacional de 50,99 personas por km².

## Geografía
El municipio de Canaan se encuentra ubicado en las coordenadas 40°56′47″N 81°56′13″O / 40.94639, -81.93694. Según la Oficina del Censo de los Estados Unidos, el municipio tiene una superficie total de 95.61 km², de la cual 95,37 km² corresponden a tierra firme y (0,25 %) 0,24 km² es agua.

## Demografía
Según el censo de 2010, había 4875 personas residiendo en el municipio de Canaan. La densidad de población era de 50,99 hab./km². De los 4875 habitantes, el municipio de Canaan estaba compuesto por el 97,23 % blancos, el 0,62 % eran afroamericanos, el 0,1 % eran amerindios, el 0,41 % eran asiáticos, el 0,29 % eran de otras razas y el 1,35 % eran de una mezcla de razas. Del total de la población el 0,92 % eran hispanos o latinos de cualquier raza.